# Nechmaya
Nechmaya (arabisch نشماية) ist eine algerische Gemeinde in der Provinz Guelma mit 9113 Einwohnern. (Stand: 1998)

## Geographie
Nechmaya wird umgeben von Aïn Berda im Nordosten und von Guellat Bou Sbaa im Süden.